# Miyagi Tamayo
Miyagi Tamayo (japanisch 宮城 タマヨ, geboren als Ueda Tamayo (上田 タマヨ); geboren 1. Februar 1892 in der Stadt Yamaguchi; gestorben 19. November 1960) war eine japanische Politikerin.

## Leben und Wirken
Miyagi Tamayo schloss ihre Ausbildung 1914 ab an der Oberschule alter Art, der „Höheren Schule fürLehrerausbildung, Nara “ (奈良女子高等師範学校, Nara joshi kōtō shihan gakkō), der Vorläufereinrichtung der heutigen „Nara Womans University“ (奈良女子大学). Sie arbeitete von 1920 bis 1923 am „Ōhara Institute for Social Research“ (大原社会問題研究所, Ōhara shakai mondai kenkyūko) in Tokio.
Das Kultus- und das Justizministerium sandte Miyagi 1922 für zwei Jahre in die USA, wo sie sich mit dem Schutz von Jugendlichen und der Sozialpädagogik befassen sollte. Nach ihrer Rückkehr wurde sie 1927 die erste weibliche Bewährungshelferin für Jugendliche in Japan. Sie gab diese Tätigkeit nach zwei Jahren auf und setzte sich bei der Staatsanwaltschaft für einen verbesserten Schutz der Jugendlichen ein. Sie heiratete Miyagi Chōgorō (宮城 長五郎; 1878–1942), den späteren Justizminister.
Nach Ende des Pazifikkriegs wurde Miyagi in das Oberhaus des Parlaments gewählt und wirkte dort für die nächsten zwölf Jahre. Sie setzte sich mit aller Kraft für die Abschaffung der Prostitution ein, was 1956 mit dem Gesetz zum Verbot der Prostitution erreicht wurde. Bei ihrem Besuch 1957 in England wurde sie von einer Glocke des Westminster Abbey angeregt, in Japan auf eigene Kosten die „Glocke der Mutter“ (母の鐘, Haha no kane) produzieren zu lassen und 64 Erziehungsheime damit auszustatten.